# Ermita del Salvador de Godella

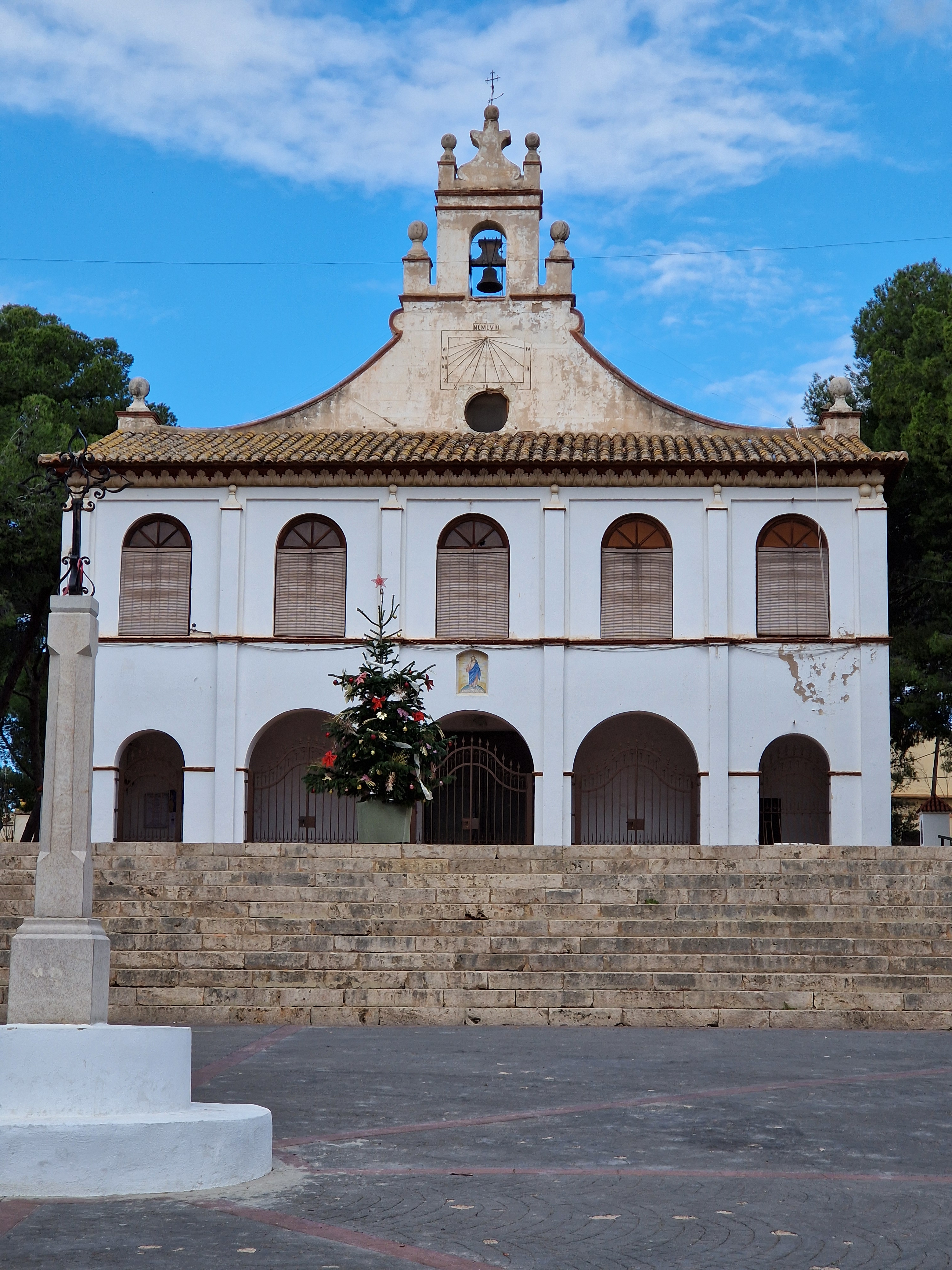

La Ermita del Salvador de Godella, también conocida como iglesia del Salvador, es templo católico catalogado como Bien de interés cultural situado en la Comunidad Valenciana, España. Construida originalmente en 1720 sobre los restos de un ermitorio más antiguo, su relevancia histórica y arquitectónica le ha otorgado el nivel de protección integral (nivel 1) según el Plan General de Godella.

## Historia
La Ermita del Salvador de Godella tiene una historia que se remonta a los siglos medievales, documentada inicialmente en 1428.Se considera que este lugar fue ocupado desde tiempos antiguos, posiblemente sobre restos de edificaciones ibéricas o romanas. En el siglo XV, se erigió un ermitorio dedicado a San Salvador, mencionado en documentos de visitas eclesiásticas del siglo XVI, donde se confirma que estaba en buen estado y abierto al culto. 
Durante el siglo XVIII, ante el crecimiento de la población y las limitaciones del espacio en la iglesia parroquial, se decidió edificar una nueva ermita en el mismo lugar. La construcción actual comenzó en 1720, gracias al impulso de Mossén Joseph Estellés Terrasa, sacerdote local que financió gran parte del proyecto.Estellés Terrasa, en su testamento, detalló la importancia de la ermita como centro de devoción y promovió su mantenimiento a través de la fundación de una capellanía.La obra fue completada y bendecida en 1730, consolidándose como un referente religioso y cultural en la región. 
La ermita se alzó en un lugar privilegiado, en una colina que domina la huerta valenciana, siendo accesible a través de un antiguo calvario.Durante el siglo XIX, sufrió algunas transformaciones, incluyendo modificaciones en su atrio y campanario. En el siglo XX, la guerra civil española afectó gravemente su patrimonio interior, incluyendo la pérdida de imágenes y elementos decorativos. Sin embargo, la comunidad local se movilizó para restaurarla, realizando importantes intervenciones en las décadas de 1950 y 1980.

## Descripción

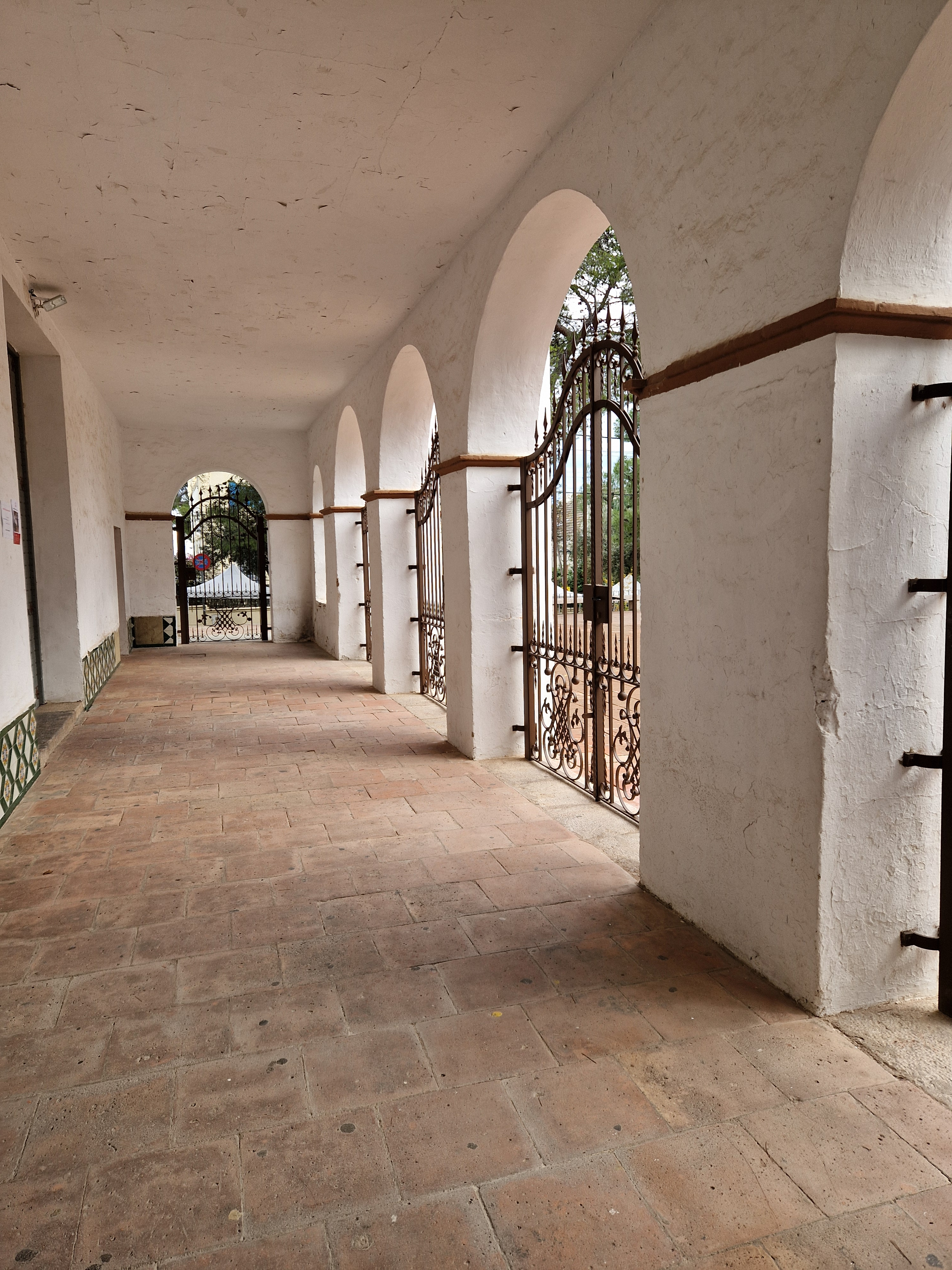
Entrada Ermita del Salvador

La Ermita del Salvador de Godella es una edificación religiosa de estilo barroco tardío, construida entre 1720 y 1730.Se sitúa en un entorno elevado, destacándose como un elemento clave en el paisaje de la huerta valenciana. Su arquitectura combina elementos tradicionales con características propias del barroco, destacando por su diseño sobrio y funcional. 
La planta de la ermita es rectangular, organizada en una única nave con capillas laterales comunicadas.El presbiterio está elevado y presidido por un altar mayor de líneas clásicas, restaurado en varias ocasiones. En el exterior, su fachada principal presenta un diseño simétrico, rematado por un campanario que incorpora un reloj solar vertical,un elemento distintivo de su tipología. 
El atrio, originalmente abierto mediante arcos, fue cerrado parcialmente en reformas del siglo XX,modificando su relación con el entorno. Las bóvedas del interior son tabicadas, decoradas con elementos de yeso y pintura que, aunque restaurados, conservan su esencia barroca. En la parte trasera, se observan volúmenes añadidos, como la vivienda del párroco, integrados con cierta armonía en la estructura original. 

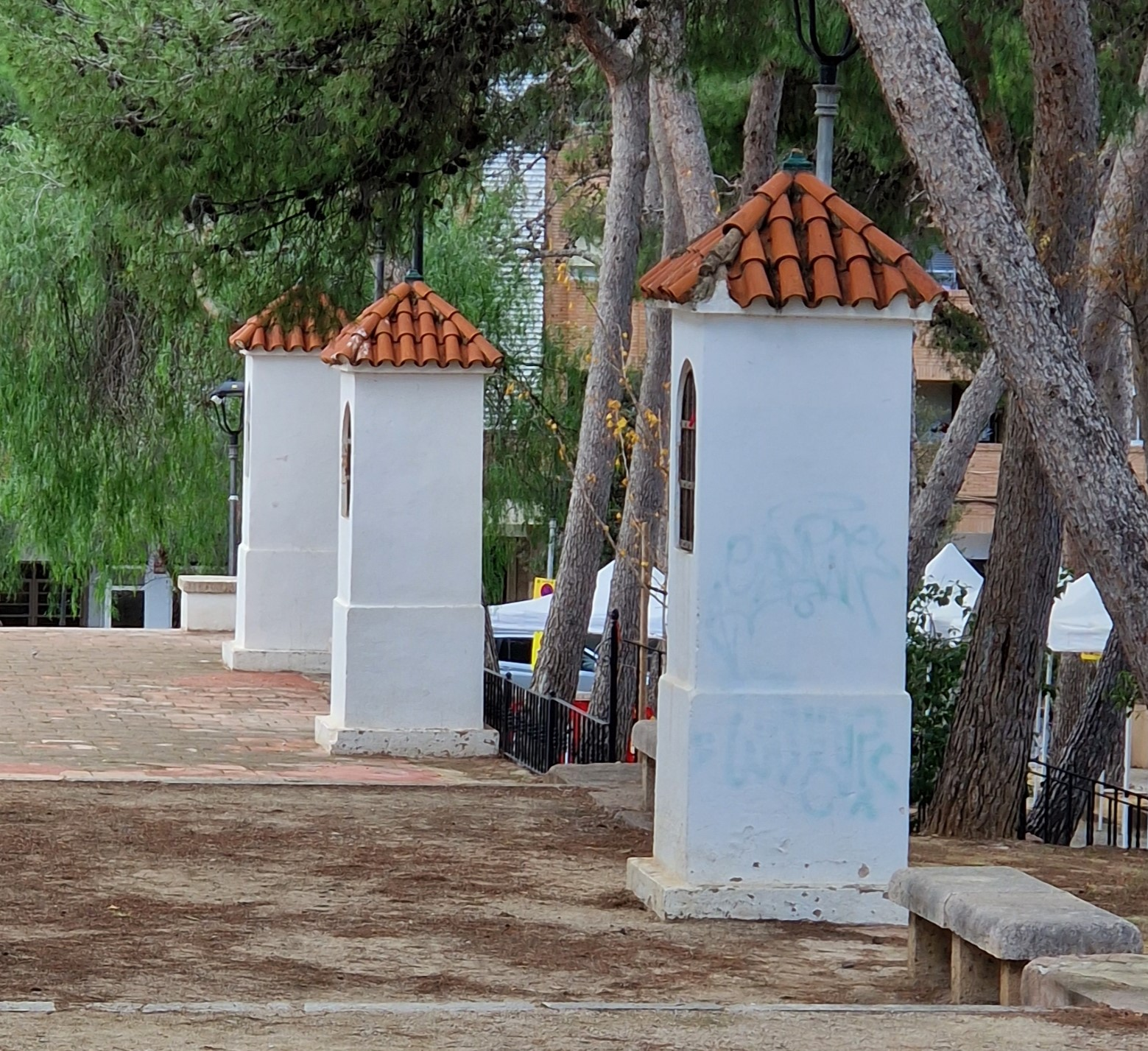
Viacrucis

Entre sus elementos más característicos destacan:
- Campanario: De estructura sencilla, alberga el reloj solar y una campana histórica, bendecida en 1727.[13]
- Vía crucis y escalinata: Rehabilitados en 1958, estos elementos realzan el carácter monumental de la ermita, conectándola visual y físicamente con su entorno.
- Decoración interior: Aunque gran parte fue perdida en la Guerra Civil, se mantienen bóvedas de ladrillo visto y algunos frescos.

Desde la perspectiva de la historia del arte, la ermita se inscribe dentro de las corrientes tardobarrocas de la región valenciana.Su composición busca tanto la funcionalidad como la expresividad emocional, elementos típicos de su época. Además, su integración con el paisaje y las reformas realizadas a lo largo de los siglos reflejan la evolución de las necesidades y sensibilidades de la comunidad que la ha custodiado.

## Fiestas patronales
La Ermita del Salvador desempeña un papel central en las fiestas patronales de Godella, destacándose como un espacio de devoción y celebración comunitaria. Durante estas festividades, se llevan a cabo procesiones que recorren el tradicional Vía Crucis hasta la ermita, donde se celebran misas especiales en honor al Salvador,santo titular del templo. Además de los actos litúrgicos, los alrededores del templo, incluyendo la pinada y la explanada, se utilizan para actividades sociales y culturales como conciertos, juegos y eventos comunitarios.